# Макгаффі (Огайо)
Макгаффі (англ. McGuffey) — селище (англ. village) в США, в окрузі Гардін штату Огайо. Населення — 466 осіб (2020).

## Географія
Макгаффі розташоване за координатами 40°41′33″ пн. ш. 83°47′10″ зх. д. / 40.69250° пн. ш. 83.78611° зх. д. (40.692599, -83.786004).  За даними Бюро перепису населення США в 2010 році селище мало площу 0,94 км², уся площа — суходіл.

## Демографія
Згідно з переписом 2010 року, у селищі мешкала 501 особа в 192 домогосподарствах у складі 131 родини. Густота населення становила 531 особа/км².  Було 229 помешкань (243/км²).
Расовий склад населення:
| - 96,6 % — білих - 0,6 % — чорних або афроамериканців - 0,4 % — корінних американців - 0,4 % — азіатів |

До двох чи більше рас належало 2,0 %. Частка іспаномовних становила 0,2 % від усіх жителів.
За віковим діапазоном населення розподілялося таким чином: 26,7 % — особи молодші 18 років, 59,3 % — особи у віці 18—64 років, 14,0 % — особи у віці 65 років та старші. Медіана віку мешканця становила 35,6 року. На 100 осіб жіночої статі у селищі припадало 85,6 чоловіків;  на 100 жінок у віці від 18 років та старших — 76,4 чоловіків також старших 18 років.
Середній дохід на одне домашнє господарство  становив 41 487 доларів США (медіана — 34 792), а середній дохід на одну сім'ю — 43 833 долари (медіана — 38 182). За межею бідності перебувало 18,5 % осіб, у тому числі 27,6 % дітей у віці до 18 років та 5,4 % осіб у віці 65 років та старших.
Цивільне працевлаштоване населення становило 172 особи. Основні галузі зайнятості: виробництво — 29,7 %, освіта, охорона здоров'я та соціальна допомога — 20,3 %, науковці, спеціалісти, менеджери — 12,8 %, мистецтво, розваги та відпочинок — 8,1 %.